# Liste des intercommunalités de Paris

Les territoires du Grand Paris.
T1 – Ville de Paris (n'est pas un EPT)
T2 – Vallée Sud Grand Paris (VSGP)
T3 – Grand Paris Seine Ouest (GPSO)
T4 – Paris Ouest La Défense (POLD)
T5 – Boucle Nord de Seine (BNS)
T6 – Plaine Commune (PC)
T7 – Paris Terres d'Envol (PTE)
T8 – Est Ensemble (EE)
T9 – Grand Paris - Grand Est (GPGE)
T10 – Paris-Est-Marne et Bois (PEMB)
T11 – Grand Paris Sud Est Avenir (GPSEA)
T12 – Grand-Orly Seine Bièvre (GOSB)

Paris est intégralement compris sur le territoire de la métropole du Grand Paris depuis sa création le 1er janvier 2016.
La création de la métropole s'accompagne de la suppression des intercommunalités préexistantes sur son territoire, et la création de nouvelles structures, les établissements publics territoriaux (EPT), qui regroupent l'ensemble des communes de la métropole à l'exception de Paris et assurent des fonctions de proximité en matière de politique de la ville, d'équipements culturels, socioculturels, socio-éducatifs et sportifs, d'eau et assainissement, de gestion des déchets ménagers et d'action sociale. Les EPT exercent également les compétences que les communes avaient transférées aux intercommunalités supprimées. La Ville de Paris exerce directement les compétences ailleurs dévolues aux EPT.

## Élus
Sur les 208 représentants élus au conseil de la métropole pour la mandature 2020-2026, la Ville de Paris a 60 sièges répartis ainsi :
- sept sièges pour le 15e arrondissement,
- cinq sièges pour les 13e, 17e, 18e, 19e et 20e arrondissement,
- quatre sièges pour les 11e, 12e, 14e, 16e arrondissements,
- deux sièges pour Paris Centre (1er à 4e arrondissements réunis), et chacun des 5e, 7e, 9e, 10e arrondissements,
- un siège pour les 6e et 8e arrondissements.

| 16e 17e 18e 19e 20e 12e 13e 5e 6e 7e 14e 15e 8e 2e 3e 4e 1er 9e 10e 11e Hauts-de-Seine Seine-Saint-Denis Val-de-Marne |